# Institut universitaire de technologie de Nice
 (novembre 2016).
Si vous disposez d'ouvrages ou d'articles de référence ou si vous connaissez des sites web de qualité traitant du thème abordé ici, merci de compléter l'article en donnant les références utiles à sa vérifiabilité et en les liant à la section « Notes et références ».
 (octobre 2021).
L’IUT Nice Côte d'Azur, appelé également Institut Universitaire de Technologie Nice Côte d'Azur, est un établissement français d'enseignement supérieur.

## Départements

### Site de Cannes
- TC Cannes : Techniques de commercialisation, orientation tourisme
- INFO COM : Information Communication, parcours Communication des organisations et Journalisme (École de journalisme de Cannes)

### Site de Menton
- CS : Carrières Sociales

### Site de Nice
- GEA : Gestion des Entreprises et des Administrations
- TC Nice : Techniques de commercialisation, Nice
- GEII : Génie électrique et Informatique Industrielle
- Informatique

### Site de Sophia Antipolis
- R&T : Réseaux et Télécommunications
- QLIO : Qualité, logistique industrielle et Organisation
- SD : Science des Données

## Classement
En 2022 l'établissement a été classé 23ème du classement complet réalisé par Thotis